# Sorex arunchi
Sorex arunchi là một loài động vật có vú trong họ Chuột chù, bộ Soricomorpha. Loài này được Lapini & Testone miêu tả năm 1998.